# Vierschanzentournee 2009/10/Garmisch-Partenkirchen
Der zweite Wettkampf der Vierschanzentournee 2009/10 war das traditionelle Neujahrsspringen in Garmisch-Partenkirchen auf der Großen Olympiaschanze.
Nachdem der Auftaktwettbewerb in Oberstdorf besonders von wechselhaften Windbedingungen geprägt war, wurden die Verhältnisse in Garmisch-Partenkirchen als „hervorragend“ gelobt; das Springen habe auf einem „extrem hohen Niveau“ stattgefunden. Besonders erfolgreich waren dabei wie in Oberstdorf die Österreicher, die einen Doppelsieg durch Gregor Schlierenzauer und Wolfgang Loitzl erreichten. Auch in der Gesamtwertung führte mit Andreas Kofler weiterhin ein Athlet aus dem Alpenland. Den besten Sprung des Wettkampfes zeigte der Schweizer Simon Ammann, der im zweiten Durchgang mit 143,5 Metern einen neuen Schanzenrekord aufstellte und den dritten Rang belegte. Kofler und Ammann waren in der Qualifikation disqualifiziert worden, da sie regelwidrige Anzüge getragen hatten.

## Schanzendaten
Der Wettkampf fand am 1. Januar 2010 auf der Großen Olympiaschanze statt, die eine Schanzengröße von 140 Metern, einen Kalkulationspunkt von 125 Metern, eine Aufsprungneigung am K-Punkt von 34,70°, eine Turmhöhe von 60,4 Metern, eine Anlauflänge von 103,5 Metern und eine Gesamtlänge bis zum Beginn des Auslaufs von 235 Metern aufweist. Aktueller Schanzenrekordhalter zum Zeitpunkt des Wettbewerbs war der Österreicher Gregor Schlierenzauer, der am 1. Januar 2008 eine Weite von 141,0 Metern erreichte. Im zweiten Finaldurchgang des Springens verbesserte der Schweizer Simon Ammann diesen Rekord auf 143,5 Meter.

## Training
Im ersten von zwei Trainingsdurchgängen sprang Gregor Schlierenzauer am weitesten, der Österreicher landete bei 139,5 Metern – der Tagesbestweite – und verpasste somit seinen eigenen Schanzenrekord nur um 1,5 Meter. Am zweitbesten war der Tourneeführende Andreas Kofler, der aber schon dreieinhalb Meter hinter seinen Landsmann Schlierenzauer zurückfiel. Bereits sechs Meter Rückstand hatte der Schweizer Simon Ammann. Der einzige weitere Springer, der über 130 Meter weit sprang, war Martin Koch mit 131 Metern. Bester Deutscher war Michael Neumayer, der als Sechster 128 Meter erreichte.
Den zweiten Trainingssprung entschieden Martin Koch und der Norweger Johan Remen Evensen mit jeweils 133 Metern für sich. Koch war damit der einzige Athlet, der in beiden Versuchen über die 130-Meter-Marke sprang. Nahezu alle anderen Sportler, die unter den besten Zehn im Gesamtweltcup platziert waren, erreichten eine Weite um die 125 Meter; einzig Gregor Schlierenzauer hatte mit 129 Metern einen kleinen Vorsprung auf seine Konkurrenten in der Gesamtwertung. Andreas Wank war mit 130,5 Metern bester Deutscher und belegte den vierten Rang, drei Plätze dahinter reihte sich mit Andreas Küttel (129 Meter) der beste Schweizer ein.

## Qualifikation
Die Qualifikation fand am 31. Dezember 2009 zwischen 13:46 und 15:06 Uhr statt. Zu ihr traten 73 Starter aus 19 Nationen an. Die besten zehn im Gesamtweltcup waren bereits vorqualifiziert. Zu den 18 Ländern, deren Athleten bereits am Auftaktspringen in Oberstdorf teilgenommen hatten, kamen lediglich die Schweden hinzu, die mit Carl Nordin und Isak Grimholm zwei Springer starten ließen.

### Verlauf

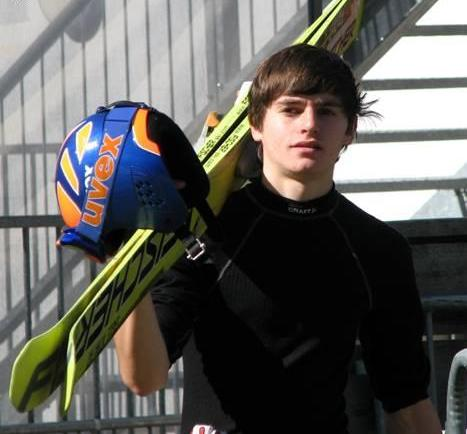
Richard Freitag hielt lange die Führung in der Qualifikation

Nachdem das Training bei recht stabilen Windbedingungen stattgefunden hatte – im Gegensatz zu Oberstdorf wurde der Anlauf nicht verändert –, begann auch der Qualifikationsdurchgang ohne größere wetterbedingte Pausen. Er wurde von sechs Deutschen eröffnet, die in der nationalen Gruppe sprangen, also nur zum Einsatz kamen, da das Springen in ihrem Heimatland stattfand. Den weitesten Versuch dieser Athleten zeigte Severin Freund, der sich mit 117,5 Metern als 37. schließlich auch für das Finale qualifizierte; ebenso sein Teamkollege Maximilian Mechler. Dagegen schied Felix Schoft am Ende trotz Punktgleichheit mit dem knapp qualifizierten Polen Krzysztof Miętus aus, was daran lag, dass Schoft im bisherigen Gesamtweltcup schlechter als Miętus platziert war.
Als erster Springer über 120 Meter kam ebenfalls ein Deutscher, Richard Freitag. Die 123,5 Meter des Deutschen reichten für den 15. Rang, damit war Freitag zum zweiten Mal für die Top 50 im Weltcup qualifiziert. Als zwischenzeitlich Führender erklärte er: „Das ist ein schönes Gefühl nach einem richtig guten Sprung.“ Die beiden Schweizer Pascal Egloff und Rémi Français, die das sonstige Zwei-Mann-Team Ammann und Küttel ergänzten, schieden dagegen aus. Auch Stephan Hocke erreichte lediglich 110 Meter und sprang damit zu kurz, um in das Finale einzuziehen. Eine Viertelstunde, nachdem der Wettkampf begonnen hatte, gab es gegen 14 Uhr die erste Unterbrechung von etwa fünf Minuten aufgrund zu starken Rückenwindes. Zehn Minuten darauf folgte eine weitere, etwas kürzere Pause, ehe der Wettbewerb in der letzten Dreiviertelstunde wie geplant zu Ende geführt werden konnte.
Von den Athleten, die im Mittelfeld des Weltcups platziert waren und die daher auch zur Mitte der Qualifikation starteten, erreichte zunächst keiner die Weite von Richard Freitag, der weiterhin an der Spitze der Konkurrenz lag. Es gab jedoch auch wenige Favoritenausfälle; der einzige Athlet, der in Oberstdorf in die Punkteränge vorgestoßen war und dem in Garmisch-Partenkirchen nicht die Qualifikation gelang, war der Südkoreaner Kim Hyun-ki. Mit der Startnummer 41 war der Deutsche Michael Neumayer der Erste, der seinen Teamkollegen Freitag von der Führung verdrängte, sodass es zwischenzeitlich eine deutsche Doppelführung gab. Diese hielt jedoch nicht lange, da der Tscheche Jakub Janda mit 127,5 Metern zwei Meter weiter als Neumayer sprang. Die nun guten Verhältnisse nutzte auch ein weiterer Deutscher aus, Andreas Wank, der mit 126 Metern schließlich bester Sportler seines Landes war und Neunter wurde. In Hinblick auf das schwache deutsche Abschneiden beim Tourneeauftakt meinte Wank: „Wir haben einen Haken hinter Oberstdorf gemacht. Jetzt wird eine neue Geschichte geschrieben, und ich kann mich noch steigern.“ Auch der deutsche Bundestrainer Werner Schuster war grundsätzlich zufrieden: „Das war ein deutliches Lebenszeichen, die Moral ist intakt. Wir sind in der Breite gut aufgestellt, aber uns fehlt noch die Spitzenleistung.“
Bevor die ohnehin vorqualifizierten besten Zehn des Gesamtweltcups ihren Versuch absolvierten, zeigte insbesondere der Finne Janne Ahonen, der in Oberstdorf Zweiter geworden war, noch einen guten Sprung auf 128 Meter. Damit war Ahonen bester Athlet der eigentlichen Qualifikation. Die Top Ten eröffnete Adam Małysz, der zwar einen halben Meter kürzer als der Finne sprang, aber dennoch dank besserer Haltungsnoten die Führung übernahm. Von den weiteren Startern sprangen drei über 130 Meter: Thomas Morgenstern mit 130,5 Metern, Simon Ammann mit 134 Metern sowie der Tourneeführende Andreas Kofler mit 137,5 Metern. Kofler gewann damit die Qualifikation vor Ammann und Morgenstern, während Gregor Schlierenzauer lediglich 126,5 Meter erreichte, den zehnten Rang belegte und meinte: „Ich bin nicht unzufrieden. Der Sprung stimmt nicht ganz, aber es fehlt nicht viel. Morgen geht's ab. Mein erster Sprung war heute der Beste, vielleicht lasse ich morgen den Probedurchgang aus.“ Bei der routinemäßigen Materialkontrolle nach dem Wettkampf stellten die Zuständigen fest, dass sowohl Koflers als auch Ammanns Anzug nicht regelkonform sei; beide Springer wurden daraufhin disqualifiziert. Als Vorqualifizierte durften sie dennoch im Wettkampf starten, sie wurden für die K.O.-Springen allerdings an die letzten Positionen gesetzt. Kofler erklärte das regelwidrige Material dabei so: „Ich habe in der Qualifikation einiges ausprobiert, auch einen anderen Anzug, aber dieser war leider, der Meßung nach, zu groß.“ Der Qualifikationssieg ging so nachträglich an Thomas Morgenstern, der – wegen der Rückversetzungen – aber im K.-o.-System des ersten Durchgangs gegen Kofler antreten musste. Die zweite Paarung, in denen beide Springer zu den besten im Weltcup zählten, lautete Wolfgang Loitzl gegen Simon Ammann.

### Ergebnis
Die zehn Führenden des Gesamtweltcups, die für das Springen bereits vorqualifiziert waren, sind in der Liste mit einem Stern * gekennzeichnet.

| Rang | Name                  | Weite   | Punkte |
| ---- | --------------------- | ------- | ------ |
| 01 * | Thomas Morgenstern    | 130,5 m | 126,4  |
| 02 * | Wolfgang Loitzl       | 128,0 m | 121,9  |
| 03 * | Adam Małysz           | 127,5 m | 119,5  |
| 040  | Janne Ahonen          | 128,0 m | 119,4  |
| 050  | Noriaki Kasai         | 127,5 m | 119,0  |
| 050  | Jakub Janda           | 127,5 m | 119,0  |
| 070  | Robert Kranjec        | 128,0 m | 118,9  |
| 08 * | Gregor Schlierenzauer | 126,5 m | 116,7  |
| 090  | Andreas Wank          | 126,0 m | 115,8  |
| 100  | Emmanuel Chedal       | 126,0 m | 115,3  |
| 11 * | Daiki Itō             | 125,0 m | 114,0  |
| 12 * | Bjørn Einar Romøren   | 125,5 m | 113,9  |
| 13 * | Harri Olli            | 126,0 m | 113,8  |
| 140  | Michael Neumayer      | 125,5 m | 112,9  |
| 150  | Richard Freitag       | 123,5 m | 111,3  |
| 160  | Roar Ljøkelsøy        | 123,5 m | 110,8  |
| 170  | Martin Koch           | 124,5 m | 110,6  |
| 180  | Johan Remen Evensen   | 122,5 m | 109,0  |
| 190  | Martin Schmitt        | 123,0 m | 108,9  |
| 200  | Lukáš Hlava           | 122,5 m | 108,5  |
| 210  | Dmitri Wassiljew      | 122,0 m | 107,1  |
| 210  | Anders Jacobsen       | 122,0 m | 107,1  |
| 230  | Andreas Küttel        | 121,0 m | 105,3  |
| 240  | Mitja Mežnar          | 121,5 m | 105,2  |
| 25 * | Pascal Bodmer         | 121,5 m | 104,7  |
| 260  | Jernej Damjan         | 120,5 m | 104,4  |
| 260  | Peter Prevc           | 120,5 m | 104,4  |
| 280  | Lukas Müller          | 120,5 m | 102,9  |
| 290  | Sebastian Colloredo   | 119,5 m | 102,6  |
| 290  | Nikolai Karpenko      | 119,5 m | 102,6  |
| 310  | Denis Kornilow        | 119,5 m | 102,1  |
| 320  | Ville Larinto         | 119,0 m | 101,2  |
| 330  | Witalij Schumbarez    | 119,5 m | 101,1  |
| 340  | Andrea Morassi        | 118,5 m | 100,8  |
| 340  | Taku Takeuchi         | 118,5 m | 100,8  |
| 360  | Stefan Thurnbichler   | 118,0 m | 098,9  |
| 370  | Severin Freund        | 117,5 m | 098,5  |

| Rang                                         | Name                  | Weite   | Punkte |
| -------------------------------------------- | --------------------- | ------- | ------ |
| 380                                          | Matti Hautamäki       | 118,0 m | 098,4  |
| 390                                          | Kamil Stoch           | 117,0 m | 098,1  |
| 400                                          | Martin Cikl           | 117,5 m | 097,5  |
| 410                                          | Kalle Keituri         | 115,5 m | 095,4  |
| 420                                          | Stefan Hula           | 116,0 m | 095,3  |
| 430                                          | Kai Kovaljeff         | 115,5 m | 093,4  |
| 440                                          | Jan Matura            | 115,0 m | 093,0  |
| 450                                          | Maximilian Mechler    | 115,5 m | 092,9  |
| 460                                          | Ilja Rosljakow        | 114,0 m | 092,7  |
| 470                                          | Michael Uhrmann       | 114,5 m | 092,1  |
| 470                                          | Krzysztof Miętus      | 114,5 m | 092,1  |
| DSQ *                                        | Simon Ammann          | –       | –      |
| DSQ *                                        | Andreas Kofler        | –       | –      |
| Nicht für den ersten Durchgang qualifiziert: |                       |         |        |
| 470                                          | Felix Schoft          | 114,5 m | 092,1  |
| 500                                          | Tom Hilde             | 114,0 m | 091,2  |
| 500                                          | Pascal Egloff         | 114,0 m | 091,2  |
| 520                                          | Anders Johnson        | 114,0 m | 090,7  |
| 530                                          | Julian Musiol         | 114,0 m | 089,7  |
| 540                                          | Pawel Karelin         | 111,5 m | 086,7  |
| 550                                          | Nicholas Alexander    | 112,0 m | 086,6  |
| 560                                          | Christian Ulmer       | 111,0 m | 084,8  |
| 570                                          | Choi Heung-chul       | 110,5 m | 083,9  |
| 580                                          | Wolodymyr Boschtschuk | 109,5 m | 082,1  |
| 590                                          | Carl Nordin           | 110,0 m | 080,5  |
| 600                                          | Shōhei Tochimoto      | 107,5 m | 078,0  |
| 610                                          | Kim Hyun-ki           | 107,0 m | 077,6  |
| 620                                          | Stephan Hocke         | 110,0 m | 076,0  |
| 630                                          | Iwan Karaulow         | 106,0 m | 075,3  |
| 640                                          | Tomáš Zmoray          | 107,0 m | 075,1  |
| 650                                          | Rémi Français         | 104,0 m | 071,7  |
| 660                                          | Kenneth Gangnes       | 103,0 m | 068,9  |
| 670                                          | Fumihisa Yumoto       | 101,5 m | 066,2  |
| 680                                          | Tobias Bogner         | 104,0 m | 064,7  |
| 690                                          | Wladimir Sografski    | 100,0 m | 063,0  |
| 700                                          | Isak Grimholm         | 097,0 m | 056,6  |
| 710                                          | Bogomil Pawlow        | 089,5 m | 036,6  |

## Erster Durchgang
Der erste Wertungsdurchgang fand am 1. Januar 2010 zwischen 14:02 und 14:59 Uhr statt. Zu diesem traten 50 Springer aus 14 Nationen an. Gestartet wurde aus Luke 24. Zuvor hatte bereits ein Probedurchgang stattgefunden, bei dem Andreas Kofler und Martin Koch mit jeweils 134 Metern am weitesten sprangen.

### Verlauf
Mit Ausnahme der beiden disqualifizierten Andreas Kofler und Simon Ammann waren wenige starke Springer in der hinteren Hälfte des Qualifikationsklassements platziert. Dadurch gab es bei vielen Duellen klare Favoriten. Das größte Aufgebot stellten die Deutschen, von denen sich acht für den ersten Wertungsdurchgang qualifiziert hatten. Die nächstgrößten Kontingente boten Österreich (sieben Springer) sowie Finnland (sechs Athleten) auf.
In der ersten Paarung traten der Slowene Jernej Damjan, Auftakt-Siebter, sowie der deutsche Nachwuchsathlet Pascal Bodmer gegeneinander an. Bodmer war in der Qualifikation der schlechteste Springer aus den Top Ten gewesen, mit einer Weite von 128 Metern schlug er Damjan jedoch und qualifizierte sich für den zweiten Durchgang. Auch dem Slowenen gelang der Sprung unter die besten 30, da er zu den fünf besten Verlierern, den sogenannten „Lucky Losern“ zählte. Der österreichische Juniorenweltmeister Lukas Müller gewann das dritte Duell gegen Andreas Küttel aus der Schweiz mit einer Weite von 129 Metern und setzte sich damit an die Spitze. Küttel beschrieb seinen Versuch auf 114,5 Meter, der in Schweizer Medien als „völlig missraten“ beschrieben wurde und mit dem er am Ende den 50. und letzten Rang belegte, so: „Es ist sehr ärgerlich. Ich war nicht übermotiviert und alles lief gut. Aber dann bin ich in Schräglage gekommen. Ich wollte zu viel im Flug, habe zu stark attackiert.“ Schon in der darauffolgenden Paarung setzte der Norweger Anders Jacobsen mit 136 Metern deutlich die neue Bestmarke. Zum norwegischen Fernsehen sagte er nach dem Sprung, es sei eine Kopfsache gewesen; er habe nur die Schultern senken und springen müssen. Jacobsens Gegner, der Italiener Sebastian Colloredo, qualifizierte sich als „Lucky Loser“ ebenfalls für den Finaldurchgang.
Von den folgenden Springern erreichte keiner Jacobsens Weite, nahezu alle Athleten landeten bereits vor der 130-Meter-Marke. Als zweiter Sportler des Wettbewerbs kam der Österreicher Stefan Thurnbichler auf genau diese Weite und besiegte damit seinen Gegner Richard Freitag aus Deutschland. Ehe die Top Ten ihren Sprung absolvierten, standen zwei teaminterne Paarungen an. Dabei besiegte Michael Neumayer seinen deutschen Mannschaftskollegen Severin Freund und der Finne Harri Olli triumphierte über seinen vier Jahre älteren Teamkameraden Matti Hautamäki. Neben seinem Landsmann Ahonen war Olli damit der einzige der sechs Finnen, der in den Finaldurchgang einzog. Außerdem setzte sich Bjørn Einar Romøren mit 131 Metern an die zwischenzeitlich zweite Position, hatte aber weiterhin fünf Meter und mehr als zehn Punkte Rückstand auf seinen Teamkollegen Jacobsen.

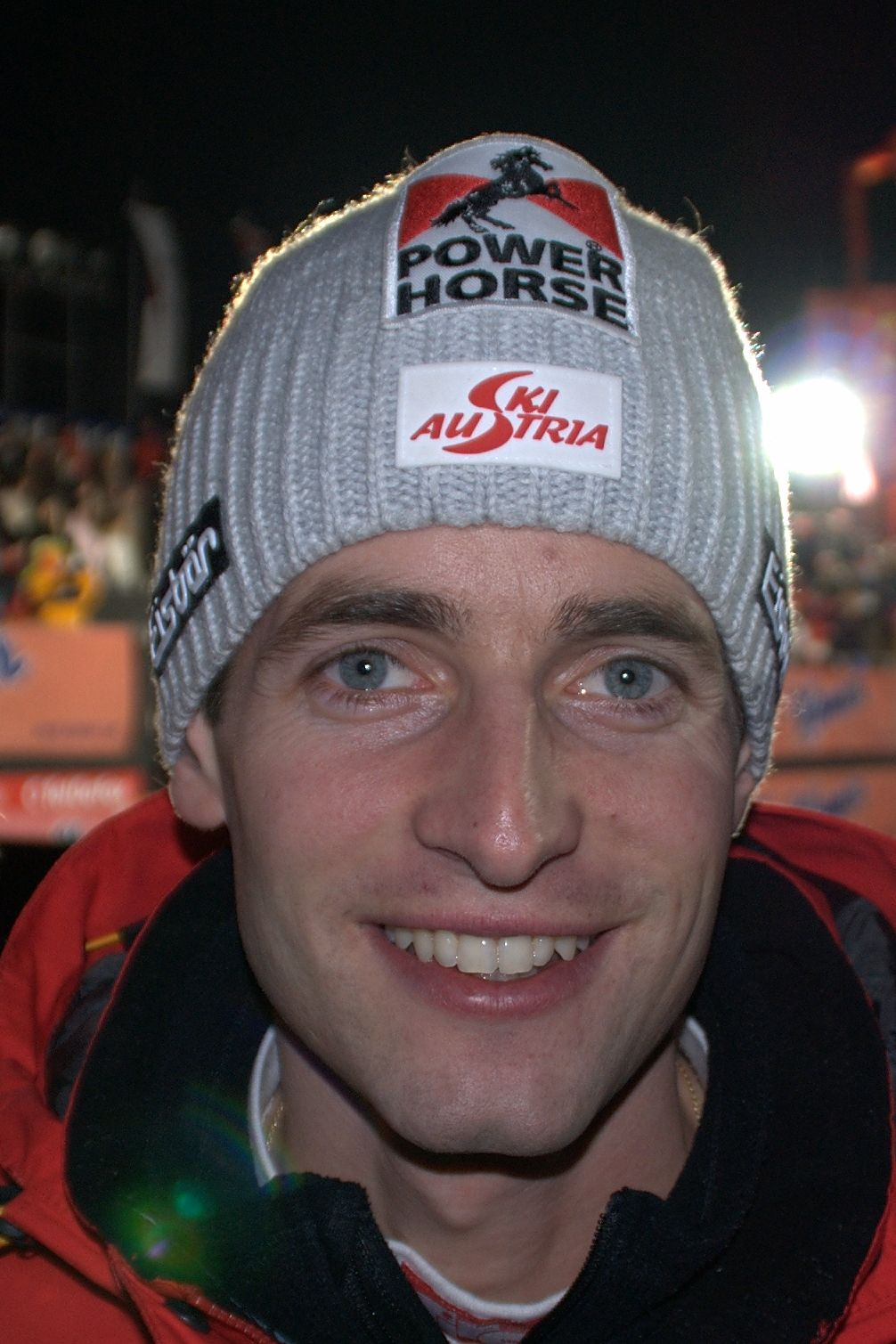
Wolfgang Loitzl war Dritter nach dem ersten Durchgang

Die meisten der nun gestarteten Sportler erreichten eine Weite zwischen 125 und 130 Metern. Auch Andreas Wank, der sich als Qualifikationsneunter eine gute Ausgangsposition verschafft hatte, landete in dieser Spanne; mit 128 Metern war er bester Deutscher und sprang weiter als andere Sportler, die in der Qualifikation ähnliche Ergebnisse erzielt hatten. Sowohl der Japaner Daiki Itō als auch der Franzose Emmanuel Chedal kamen auf 126,5 Meter und platzierten sich damit ebenso wie Wank im Mittelfeld, in der hinteren Hälfte des Klassements. An die Spitze des Feldes setzte sich dagegen Gregor Schlierenzauer, der als erster Favorit von der Schanze ging und mit 136,5 Metern Jacobsen um einen halben Meter und um einen knappen Punkt schlug. Schlierenzauer hatte in Oberstdorf nach einer Magen-Darm-Verstimmung lediglich Rang neun belegt, er ließ sich aber nach dem Wettkampf von seinem Arzt behandeln und überwand die Krankheit so, nur Heiserkeit blieb. Bis zum Ende des Durchgangs kam kein Athlet mehr an Schlierenzauers Bestmarke heran, wenngleich seine Mannschaftskameraden Wolfgang Loitzl und Andreas Kofler mit 135 beziehungsweise 136 Metern lediglich knapp hinter dem 20-Jährigen zurückblieben. Gemeinsam mit Anders Jacobsen bildeten die drei Österreicher das Führungsquartett nach dem ersten Umlauf. Hinter den vier recht dicht beieinander liegenden Athleten platzierte sich Simon Ammann als Fünfter mit vier Metern Rückstand auf den vor ihm platzierten Kofler.
Im Gegensatz zu den Österreichern, die wie schon in Oberstdorf alle sieben Athleten ins Finale brachten, schieden vier der acht Deutschen bereits im ersten Durchgang aus. Der deutsche Trainer Werner Schuster meinte dazu: „Wir schauen momentan ziemlich alt aus, weil wir keinen haben, der in die Spitzen reinspringen kann. Die Arrivierten wie Martin Schmitt springen momentan einfach weit unter ihren Möglichkeiten.“ Während sich Schmitt noch für den zweiten Durchgang qualifizierte, schied sein Teamkollege Michael Uhrmann wie beim Auftakt im ersten Sprung aus und kommentierte dies so: „Irgendwann werde ich wieder besser springen, auch wenn mir das im Moment keiner glaubt.“

### Ergebnis
| Springer 1               | Weite   | Punkte |  | Springer 2                | Weite   | Punkte |
| ------------------------ | ------- | ------ |  | ------------------------- | ------- | ------ |
| Jernej Damjan (LL)       | 125,5 m | 112,9  |  | Pascal Bodmer (S)         | 128,0 m | 117,9  |
| Peter Prevc (S)          | 124,0 m | 111,2  |  | Mitja Mežnar              | 120,0 m | 102,5  |
| Lukas Müller (S)         | 129,0 m | 121,7  |  | Andreas Küttel            | 114,5 m | 083,1  |
| Sebastian Colloredo (LL) | 128,5 m | 119,3  |  | Anders Jacobsen (S)       | 136,0 m | 136,8  |
| Nikolai Karpenko         | 123,0 m | 109,4  |  | Dmitri Wassiljew (S)      | 126,5 m | 114,7  |
| Denis Kornilow           | 122,5 m | 107,0  |  | Lukáš Hlava (S)           | 125,5 m | 114,4  |
| Ville Larinto            | 122,5 m | 108,0  |  | Martin Schmitt (S)        | 124,5 m | 112,6  |
| Witalij Schumbarez       | 117,0 m | 095,6  |  | Johan Remen Evensen (S)   | 129,0 m | 122,7  |
| Andrea Morassi           | 121,5 m | 105,7  |  | Martin Koch (S)           | 129,0 m | 120,7  |
| Taku Takeuchi            | 119,5 m | 102,1  |  | Roar Ljøkelsøy (S)        | 121,5 m | 106,2  |
| Stefan Thurnbichler (S)  | 130,0 m | 124,5  |  | Richard Freitag           | 119,5 m | 103,1  |
| Severin Freund           | 115,5 m | 092,4  |  | Michael Neumayer (S)      | 126,5 m | 114,7  |
| Matti Hautamäki          | 122,5 m | 106,5  |  | Harri Olli (S)            | 128,0 m | 118,9  |
| Kamil Stoch (LL)         | 129,5 m | 121,1  |  | Bjørn Einar Romøren (S)   | 131,0 m | 125,3  |
| Martin Cikl              | 122,5 m | 109,0  |  | Daiki Itō (S)             | 126,5 m | 116,7  |
| Kalle Keituri            | 116,5 m | 095,2  |  | Emmanuel Chedal (S)       | 126,5 m | 116,2  |
| Stefan Hula              | 113,5 m | 090,3  |  | Andreas Wank (S)          | 128,0 m | 119,4  |
| Kai Kovaljeff            | 121,0 m | 104,8  |  | Gregor Schlierenzauer (S) | 136,5 m | 137,7  |
| Jan Matura               | 120,0 m | 103,5  |  | Robert Kranjec (S)        | 122,0 m | 105,6  |
| Maximilian Mechler       | 114,0 m | 089,7  |  | Jakub Janda (S)           | 128,5 m | 121,8  |
| Ilja Rosljakow           | 116,5 m | 096,2  |  | Noriaki Kasai (S)         | 127,0 m | 117,6  |
| Michael Uhrmann          | 120,5 m | 104,4  |  | Janne Ahonen (S)          | 129,5 m | 122,6  |
| Krzysztof Miętus         | 117,0 m | 096,6  |  | Adam Małysz (S)           | 128,5 m | 121,8  |
| Simon Ammann (LL)        | 132,0 m | 128,1  |  | Wolfgang Loitzl (S)       | 135,0 m | 136,0  |
| Andreas Kofler (S)       | 136,0 m | 135,3  |  | Thomas Morgenstern (LL)   | 130,0 m | 124,5  |

| Rang | Name                  | Weite   | Punkte |
| ---- | --------------------- | ------- | ------ |
| 01   | Gregor Schlierenzauer | 136,5 m | 137,7  |
| 02   | Anders Jacobsen       | 136,0 m | 136,8  |
| 03   | Wolfgang Loitzl       | 135,0 m | 136,0  |
| 04   | Andreas Kofler        | 136,0 m | 135,3  |
| 05   | Simon Ammann          | 132,0 m | 128,1  |
| 06   | Bjørn Einar Romøren   | 131,0 m | 125,3  |
| 07   | Thomas Morgenstern    | 130,0 m | 124,5  |
| 08   | Stefan Thurnbichler   | 130,0 m | 124,5  |
| 09   | Johan Remen Evensen   | 129,0 m | 122,7  |
| 10   | Janne Ahonen          | 129,5 m | 122,6  |
| 11   | Adam Małysz           | 128,5 m | 121,8  |
| 11   | Jakub Janda           | 128,5 m | 121,8  |
| 13   | Lukas Müller          | 129,0 m | 121,7  |
| 14   | Kamil Stoch           | 129,5 m | 121,1  |
| 15   | Martin Koch           | 129,0 m | 120,7  |
| 16   | Andreas Wank          | 128,0 m | 119,4  |
| 17   | Sebastian Colloredo   | 128,5 m | 119,3  |
| 18   | Harri Olli            | 128,0 m | 118,9  |
| 19   | Pascal Bodmer         | 128,0 m | 117,9  |
| 20   | Noriaki Kasai         | 127,0 m | 117,6  |
| 21   | Daiki Itō             | 126,5 m | 116,7  |
| 22   | Emmanuel Chedal       | 126,5 m | 116,2  |
| 23   | Michael Neumayer      | 126,5 m | 114,7  |
| 23   | Dmitri Wassiljew      | 126,5 m | 114,7  |
| 25   | Lukáš Hlava           | 125,5 m | 114,4  |
| 26   | Jernej Damjan         | 125,5 m | 112,9  |

| Rang                                          | Name               | Weite   | Punkte |
| --------------------------------------------- | ------------------ | ------- | ------ |
| 27                                            | Martin Schmitt     | 124,5 m | 111,6  |
| 28                                            | Peter Prevc        | 124,0 m | 111,2  |
| 29                                            | Roar Ljøkelsøy     | 121,5 m | 106,2  |
| 30                                            | Robert Kranjec     | 122,0 m | 105,6  |
| Nicht für den zweiten Durchgang qualifiziert: |                    |         |        |
| 31                                            | Nikolai Karpenko   | 123,0 m | 109,4  |
| 32                                            | Martin Cikl        | 122,5 m | 109,0  |
| 33                                            | Ville Larinto      | 122,5 m | 108,0  |
| 34                                            | Denis Kornilow     | 122,5 m | 107,0  |
| 35                                            | Matti Hautamäki    | 122,5 m | 106,5  |
| 36                                            | Andrea Morassi     | 121,5 m | 105,7  |
| 37                                            | Kai Kovaljeff      | 121,0 m | 104,8  |
| 38                                            | Michael Uhrmann    | 120,5 m | 104,4  |
| 39                                            | Jan Matura         | 120,0 m | 103,5  |
| 40                                            | Richard Freitag    | 119,5 m | 103,1  |
| 40                                            | Mitja Mežnar       | 120,0 m | 102,5  |
| 42                                            | Taku Takeuchi      | 119,5 m | 102,1  |
| 43                                            | Krzysztof Miętus   | 117,0 m | 096,6  |
| 44                                            | Ilja Rosljakow     | 116,5 m | 096,2  |
| 45                                            | Witalij Schumbarez | 117,0 m | 095,6  |
| 46                                            | Kalle Keituri      | 116,5 m | 095,2  |
| 47                                            | Severin Freund     | 115,5 m | 092,4  |
| 48                                            | Stefan Hula        | 113,5 m | 090,3  |
| 49                                            | Maximilian Mechler | 114,0 m | 089,7  |
| 50                                            | Andreas Küttel     | 114,5 m | 083,1  |

## Zweiter Durchgang
Der zweite Wertungsdurchgang fand am 1. Januar 2010 zwischen 15:20 und 16:01 Uhr statt. Zu diesem traten 30 Springer aus zwölf Nationen an. Gestartet wurde aus Luke 25.

### Verlauf
Die beste Ausgangssituation vor dem Finale der besten 30 hatten erneut die Österreicher, von denen alle sieben Springer in den Top 15 und fünf unter den besten Acht platziert waren. Eine ebenfalls gute Mannschaftsleistung hatten die Norweger gezeigt, drei Athleten des Landes waren in den Top Ten klassiert. Die einzigen beiden Athleten unter den besten Zehn, die nicht aus einem der beiden Länder stammten, waren Simon Ammann und Janne Ahonen. Der Finne war trotz seines zehnten Ranges nicht zufrieden mit dem ersten Versuch: „Schade wegen des ersten Durchgangs. Ich habe nicht das zeigen können, was ich in mir gefühlt habe. Da wäre mehr drin gewesen.“ Vor dem Finale wurde der Anlauf verlängert, von Startluke 24 auf Luke 25. Dadurch erzielten viele Athleten im zweiten Durchgang um einige Meter bessere Weiten, Simon Ammann erreichte mit 143,5 Metern einen neuen Schanzenrekord.
Robert Kranjec, der Dreißigste des ersten Durchgangs, eröffnete den Finaldurchgang mit einem Sprung auf 128 Meter. Danach wechselte die Führung häufig, da jeder Springer einen Vorsprung mitnahm. Auch Martin Schmitt, der bei 128,5 Metern landete, lag zwischenzeitlich an der Spitze und belegte am Ende den 25. Rang, was eine Verbesserung um zwei Plätze darstellte. Schmitt sah darin „wenigstens einen kleinen Schritt nach vorn“, wichtig sei nun, „dass die Sprünge wieder sicherer und besser werden“. Als erster Springer über 130 Meter kam der Russe Dmitri Wassiljew, der mit 130,5 Metern von Rang 23 nach dem ersten Sprung vier Plätze gutmachte. Zweieinhalb Meter mehr erreichte Michael Neumayer, der schließlich als zweitbester Deutscher Siebzehnter wurde. Mit der gleichen Weite, aber einem Vorsprung vom ersten Durchgang, setzte sich dann der Japaner Noriaki Kasai an die Spitze. Die vier folgenden Springer kamen nicht an Kasais Weite heran und platzierten sich hinter ihm. Zu diesen Athleten zählten auch die letzten beiden Deutschen Pascal Bodmer sowie Andreas Wank, die letztlich die Positionen 16 und 20 belegten. Bodmer, der wie schon beim Auftaktbewerb in Oberstdorf bester Deutscher war, meinte zu dem Wettkampf: „Das waren zwei passable Sprünge, aber sicherlich noch kein Topniveau.“ Damit verpassten die deutschen Springer zum ersten Mal in der Tourneegeschichte bei ihren beiden Heimwettkämpfen die Top Ten, der Bundestrainer Werner Schuster nannte das Ergebnis „natürlich ernüchternd“.
Der Fünfzehnte des ersten Umlaufes, der Österreicher Martin Koch, übernahm mit 132,5 Metern die Führung vor Kasai. Dennoch blieb Koch Zweitschwächster in der österreichischen Mannschaft, obwohl er schließlich den zwölften Rang belegte. Bevor die Top Ten von der Schanze gingen, setzte sich der Pole Adam Małysz mit 132 Metern an die Spitze. Małysz kommentierte seine Leistung so: „Die Sprünge waren gut, es läuft wieder viel besser bei mir. Aber immer noch vermisse ich ein kleines bisschen, es fehlt einfach noch etwas bis zur absoluten Weltspitze. Aber wenn es so weiter aufwärts geht, dann ist es gut so.“ Nach einer kurzen Pause startete Janne Ahonen als erster der besten Zehn des ersten Sprungs. Ahonen steigerte sich im Vergleich zu seinem ersten Versuch deutlich von 129,5 Metern auf 137 Meter und übernahm die Führung. Mit dem sechsten Rang, auf dem sich der Finne am Ende platzierte, behielt er weiterhin Chancen auf einen vorderen Platz in der Gesamtwertung. Dementsprechend zeigte er sich zufrieden: „Der Abstand zwischen den Spitzenspringern ist nicht so groß, zum Glück. Ich freue mich schon auf die Schanze in Bischofshofen, da kann ich hoffentlich viele Punkte machen. Ich bin sehr zuversichtlich.“ Knapp verpasste der Norweger Johan Remen Evensen die Bestweite; mit 136 Metern war er jedoch zwischenzeitlich Zweiter und blieb in den Top Ten.
Die beiden nun startenden Österreicher Stefan Thurnbichler und Thomas Morgenstern kamen nicht an die Bestmarke heran, behielten aber als letztlich Zehnte und Neunte ihren Platz in den Top Ten. Für Thurnbichler bedeutete der zehnte Rang die beste Weltcupplatzierung seiner bisherigen Karriere. Es folgte der Schweizer Simon Ammann, der im ersten Durchgang mehrere Meter auf die in der Gesamtwertung vorne liegenden Österreicher verloren hatte. Ammann gelang ein Sprung auf 143,5 Meter, womit er den alten Schanzenrekord seines Kontrahenten Gregor Schlierenzauer um 2,5 Meter verbesserte und sich klar an die Spitze setzte. Bei einer solchen Weite konnte Ammann keinen Telemark mehr setzten und erhielt dafür deutlichen Punktabzug. Dennoch war der Schweizer zufrieden: „Einfach wahnsinnig, davon habe ich geträumt. Mein Pulsschlag war bestimmt bei 180 oben. Solche Momente ist man sich nicht gewohnt, deshalb öffnete ich für die Landung einen Tick zu früh. Es hätte noch weiter gehen können.“ Wegen des Abzuges bei den Haltungsnoten hatte Ammann im zweiten Sprung nur vier Punkte Vorsprung auf den Führenden Gregor Schlierenzauer, obwohl er allein durch die Weite zehn Punkte Vorsprung gehabt hätte. Dadurch reichte es für den Schweizer trotz des Schanzenrekordes schließlich nicht für den Sieg, er reihte sich hinter den zwei Österreichern Schlierenzauer und Wolfgang Loitzl auf dem dritten Rang ein.
Nur einen halben Punkt Rückstand auf den drittplatzierten Ammann hatte ein weiterer Österreicher, der Tourneeführende Andreas Kofler. Da auch Schlierenzauer und Loitzl keinen großen Vorsprung herausholten – sie landeten bei 137,5 beziehungsweise 135 Metern –, behielt Kofler seine Spitzenposition in der Gesamtwertung, mit 19 Punkten Vorsprung auf den neuen Tourneezweiten Wolfgang Loitzl. Kofler war zwar mit dem Wettkampf nicht zufrieden, meinte aber auch: „Ich brauche nicht jammern, denn ich bin gut in Form.“ Den Sieg sicherte sich schließlich Gregor Schlierenzauer, der sich zu dem Triumph so äußerte: „Es war ein Traumtag, so zurückzukommen nach Oberstdorf und der Krankheit. Danke an Dr. Lotz. Es war sehr spannend. Ich habe mitbekommen, dass Simi sehr weit gesprungen ist. Ich wollte noch einen guten Sprung machen und das ist mir gelungen. Freut mich sehr.“

### Endstand
| Rang | Name                  | Punkte | Weite 1 | Weite 2 |
| ---- | --------------------- | ------ | ------- | ------- |
| 01   | Gregor Schlierenzauer | 277,7  | 136,5 m | 137,5 m |
| 02   | Wolfgang Loitzl       | 272,5  | 135,0 m | 135,0 m |
| 03   | Simon Ammann          | 272,4  | 132,0 m | 143,5 m |
| 04   | Andreas Kofler        | 271,9  | 136,0 m | 137,0 m |
| 05   | Anders Jacobsen       | 269,5  | 136,0 m | 134,0 m |
| 06   | Janne Ahonen          | 259,2  | 129,5 m | 137,0 m |
| 07   | Johan Remen Evensen   | 259,0  | 129,0 m | 136,0 m |
| 08   | Bjørn Einar Romøren   | 258,4  | 131,0 m | 134,5 m |
| 09   | Thomas Morgenstern    | 255,0  | 130,0 m | 132,5 m |
| 10   | Stefan Thurnbichler   | 254,4  | 130,0 m | 133,0 m |
| 11   | Adam Małysz           | 249,4  | 128,5 m | 132,0 m |
| 12   | Martin Koch           | 248,7  | 129,0 m | 132,5 m |
| 13   | Noriaki Kasai         | 247,0  | 127,0 m | 133,0 m |
| 14   | Jakub Janda           | 246,4  | 128,5 m | 129,5 m |
| 15   | Harri Olli            | 244,2  | 128,0 m | 131,0 m |

| Rang | Name                | Punkte | Weite 1 | Weite 2 |
| ---- | ------------------- | ------ | ------- | ------- |
| 16   | Pascal Bodmer       | 243,6  | 128,0 m | 131,5 m |
| 17   | Michael Neumayer    | 242,1  | 126,5 m | 133,0 m |
| 18   | Emmanuel Chedal     | 238,3  | 126,5 m | 129,5 m |
| 19   | Dmitri Wassiljew    | 237,1  | 126,5 m | 130,5 m |
| 20   | Andreas Wank        | 235,9  | 128,0 m | 127,5 m |
| 21   | Jernej Damjan       | 235,1  | 125,5 m | 129,0 m |
| 22   | Lukas Müller        | 234,9  | 129,0 m | 126,5 m |
| 23   | Kamil Stoch         | 234,1  | 129,5 m | 125,0 m |
| 24   | Daiki Itō           | 232,9  | 126,5 m | 126,5 m |
| 25   | Martin Schmitt      | 232,4  | 124,5 m | 128,5 m |
| 26   | Sebastian Colloredo | 231,8  | 128,5 m | 125,0 m |
| 27   | Lukáš Hlava         | 228,3  | 125,5 m | 125,5 m |
| 28   | Peter Prevc         | 226,4  | 124,0 m | 126,5 m |
| 29   | Robert Kranjec      | 225,0  | 122,0 m | 128,0 m |
| 30   | Roar Ljøkelsøy      | 216,6  | 121,5 m | 123,0 m |

## Abseits der Schanze
Nachdem es in den Vorjahren – insbesondere bei der Vierschanzentournee 1999/2000 – häufiger eine große Silvesterfeier gegeben hatte und die Athleten erst dementsprechend spät geschlafen hatten, meinte Martin Schmitt zum Jahreswechsel 2009/10: „Silvester verliert Jahr für Jahr an Bedeutung. Meistens sind wir bis Mitternacht wach, danach legt man sich so schnell wie möglich hin. Um halb eins ist dann das Licht aus.“ Auch Gregor Schlierenzauer erklärte, er habe zwar Raketen für die Silvesternacht dabei, wolle sie aber nicht erst um Mitternacht abschießen. Sein Mannschaftskamerad Andreas Kofler ergänzte: „Wir werden uns die besten Raketen für das Neujahrsspringen aufheben.“